# Y Gododdin

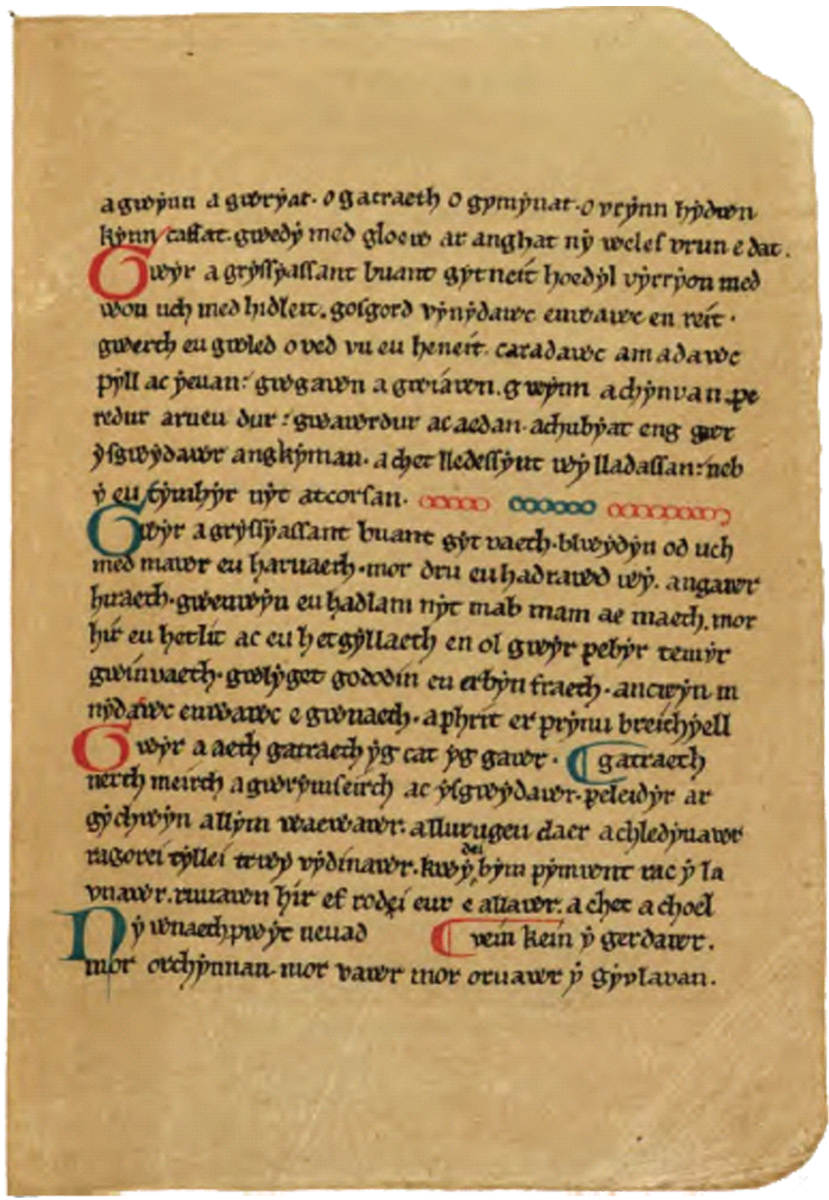
Une page du Livre d'Aneirin, le manuscrit contenant le texte de Y Gododdin.

Y Gododdin est un poème médiéval en gallois. Il est constitué d'une série d'élégies aux hommes du royaume des Gododdin et à leurs alliés morts en combattant, selon l'interprétation la plus courante, les Angles de Deira et de Bernicie, en un lieu appelé Catraeth. Le poème est généralement attribué au barde Aneirin.
La bataille de Catraeth semble avoir eu lieu vers l'an 600, mais la date de rédaction de Y Gododdin est incertaine. Pour certains historiens, le poème est issu d'une tradition orale née peu après l'affrontement dans le Hen Ogledd, la région de langue brittonique du nord de la Grande-Bretagne. Dans ce cas, sa langue d'origine aurait été le cambrien. Toutefois, d'autres historiens estiment que le poème a été composé au pays de Galles au IXe siècle ou Xe siècle, auquel cas il pourrait s'agir d'un des plus anciens poèmes connus rédigés dans une forme de la langue galloise.
Le territoire des Gododdin, appelés Votadini par les Romains, s'étend sur le sud-est de l'Écosse actuelle et sur le Northumberland. Le poème raconte comment trois cents guerriers d'élite sont réunis à Din Eidyn (Édimbourg). Après avoir festoyé pendant une année, ils attaquent Catraeth, communément identifiée à l'actuelle Catterick, et sont presque tous tués au terme d'un affrontement extrêmement inégal. L'accent est mis sur la gloire que recherchent les héros au combat, rappelant la poésie épique, sans toutefois s'agir d'un récit narratif.
Le seul manuscrit du poème, communément appelé Livre d'Aneirin, date de la seconde moitié du XIIIe siècle. Il est écrit pour partie en moyen gallois et pour partie en vieux gallois. Certaines stances du manuscrit n'ont aucun rapport avec les Gododdin, et sont considérées comme des ajouts postérieurs. L'une des stances mentionne le roi Arthur : si le poème date effectivement de la fin du VIe siècle ou du début du VIIe siècle, cela en ferait la plus ancienne référence connue à ce personnage.

## Le Livre d'Aneirin

### Le manuscrit

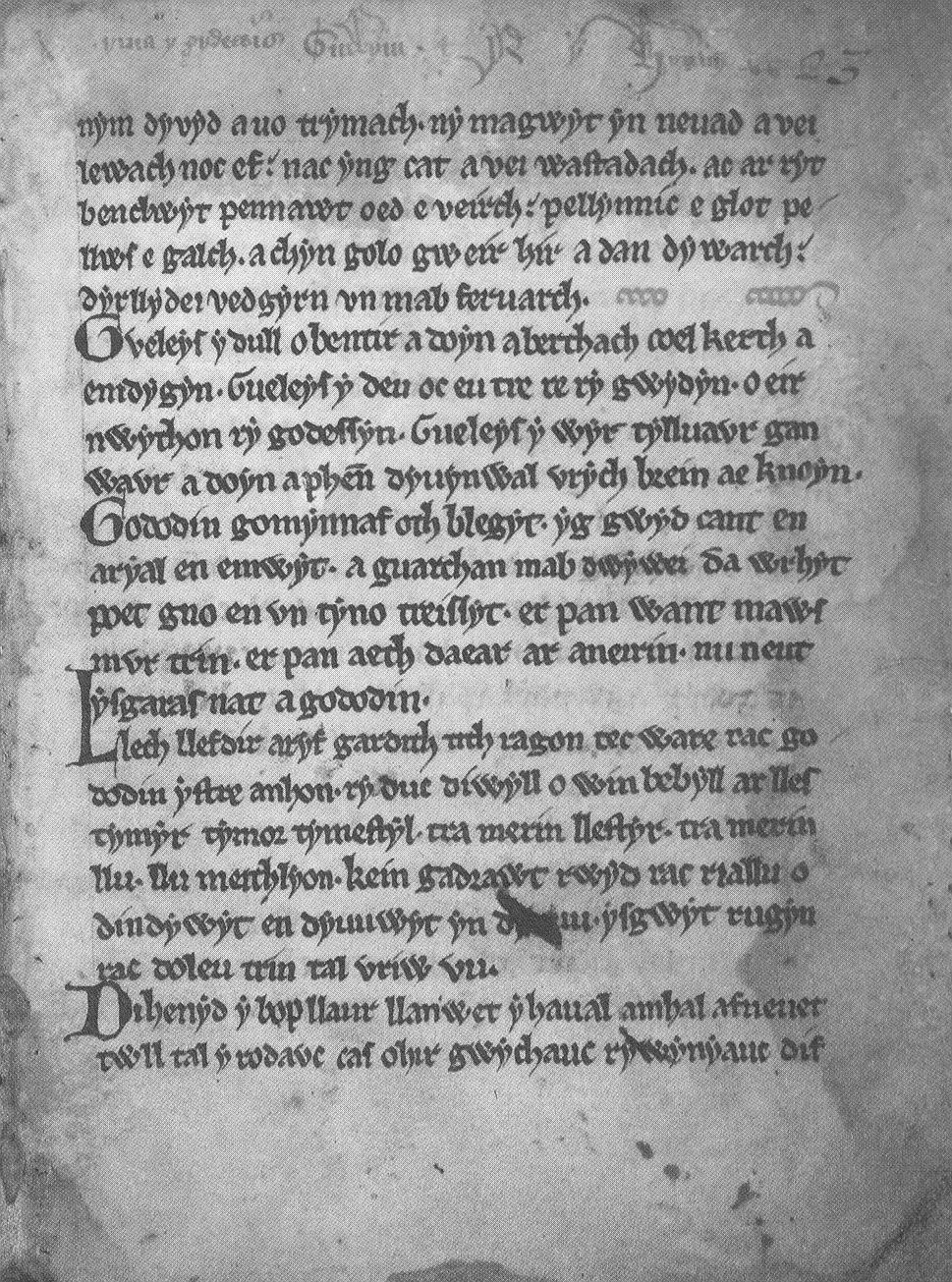
Une page du Livre d'Aneirin.

Il n'existe qu'un seul manuscrit de Y Gododdin : le Livre d'Aneirin, daté de la seconde moitié du XIIIe siècle. Les recherches philologiques actuelles y voient l'œuvre de deux scribes, communément appelés « A » et « B ». 88 stances ont été écrites par le scribe A, qui a ensuite laissé une page blanche avant d'écrire quatre autres poèmes liés, les Gorchanau. L'orthographe de ce scribe correspond à celle du moyen gallois. Plus tard, le scribe B a repris le manuscrit ; il semble avoir eu accès à un manuscrit plus ancien car il emploie une orthographe correspondant à celle du vieux gallois. Sur les 35 stances qu'il rédige, certaines sont des variantes de stances déjà écrites par A, d'autres n'ont pas d'équivalent. La dernière stance est incomplète, et il manque trois in-folios à la fin du manuscrit : il est donc possible qu'une partie du texte se soit perdue.
Des différences apparaissent au sein du texte rédigé par le scribe B. Ses 23 premières stances présentent des signes d'une modernisation partielle de l'orthographe, tandis que les autres conservent davantage d'éléments caractéristiques du vieux gallois. A. O. H. Jarman imagine que le scribe B a commencé son travail de copie en modernisant partiellement l'orthographe du texte qu'il copie, mais qu'il a fini par s'en lasser et recopié les dernières stances du texte original à l'identique. G. R. Isaac suggère que le scribe B a deux sources à sa disposition, qu'il appelle « B1 » et « B2 », auquel cas le Livre d'Aneirin se baserait en fait sur trois sources.

### Le poème

#### Genre et versification
Les stances du poème sont une série d'élégies pour des guerriers tombés au combat. Elles racontent comment le roi des Gododdin, Mynyddog Mwynfawr, rassemble des guerriers issus de plusieurs royaumes brittoniques et leur offre une année de fête dans son château de Din Eidyn, avant d'entreprendre une campagne contre des forces largement supérieures en nombre. Près de 100 000 adversaires selon une stance, 180 adversaires par guerrier selon une autre, leur font face.
La versification est basée sur un nombre de pieds fixes, avec quelques irrégularités, peut-être dues à une modernisation du langage durant la transmission orale[réf. nécessaire]. Le poème contient des rimes internes et finales, et certains passages utilisent l'allitération. L'anaphore est également utilisée : plusieurs stances commencent avec les mêmes mots, notamment « Gwyr a aeth gatraeth gan wawr » (« Les hommes partirent pour Catraeth à l'aube ».

#### Thèmes
Il semble y avoir deux versions différentes à l'origine du poème. Certaines stances parlent de 300 hommes des Gododdin, dont un seul, Cynon fab Clytno, survit au combat, mais d'autres dénombrent 363 guerriers et trois survivants en plus du poète, qui, en tant que barde, n'aurait certainement pas été compté au nombre des guerriers. Environ 80 guerriers sont nommés dans le poème. Le Livre d'Aneirin s'ouvre sur la phrase « Hwn yw e gododin. aneirin ae cant » (« Voici le Gododdin ; Aneirin l'a chanté »). La première stance semble être un prologue composé après la mort du barde Aneirin. Ensuite, certaines stances, comme la 2, s'attachent à des héros précis, tandis que d'autres, comme la 13, parlent de l'armée entière. Les héros commémorés par le poème sont des cavaliers ; il y a de nombreuses références aux chevaux, ainsi qu'aux lances, épées, boucliers et armures (llurug, dérivé du latin lorica).
Plusieurs stances parlent d'hydromel, et sous-entendent parfois que la boisson est liée à la mort des guerriers. Aussi, certains éditeurs du XIXe siècle ont cru que les guerriers étaient partis au combat ivres, mais Ifor Williams explique que le terme « hydromel » fait ici référence à tout ce que les guerriers ont reçu de leur seigneur. En contrepartie, ils doivent « payer leur hydromel » en lui restant fidèles jusqu'à la mort. Un concept similaire apparaît dans la poésie anglo-saxonne. Par ailleurs, plusieurs termes semblent indiquer que les guerriers sont chrétiens : « pénitence », « autel », « païens », par exemple dans la stance 33. Selon D. Simon Evans, la plupart des références faites au christianisme, voire toutes, pourraient être des ajouts ultérieurs.
De nombreux individus sont nommés, mais seuls deux le sont également dans d'autres textes. L'un des guerriers est Cynon fab Clytno (en), que Williams identifie au Cynon fab Clydno Eiddin (en) mentionné dans d'anciennes généalogies. L'autre nom est celui d'« Arthur », patronyme utilisé dans la stance XXXI pour louer la bravoure de Gwawrddur, l'un des guerriers. Si cette mention appartient bien au poème original, il pourrait s'agir d'une des toutes premières références au roi Arthur comme parangon de courage. Plusieurs des guerriers n'appartiennent pas aux Gododdin et viennent d'autres endroits, parmi lesquels Aeron, qui correspond peut-être à la vallée de l'Ayr, et Elfed, la région autour de Leeds également appelée Elmet. Certains guerriers viennent d'encore plus loin : l'un d'eux arrive de « par-delà Bannog », référence aux montagnes entre Stirling et Dumbarton (principale forteresse du royaume de Strathclyde), autrement dit du pays des Pictes. D'autres sont originaires du Gwynedd, dans le nord du pays de Galles.

### Interpolations
Trois stances n'ont aucun lien avec le sujet du reste du manuscrit, si ce n'est qu'elles concernent également la région du Hen Ogledd. L'une d'elles commémore la victoire d'Eugein Ier, rois des Bretons de Strathclyde (ici qualifié de « petit-fils de Neithon »), sur Domnall Brecc (« Dyfnwal Frych » en gallois), roi de Dál Riata, à la bataille de Strathcarron, survenue en 642. Une autre stance semble appartenir à un cycle de poèmes distinct, lié à Llywarch Hen. La troisième interpolation est une comptine destinée à un nourrisson appelé Dinogad, et décrit son père qui part à la chasse et à la pêche.
Ces interpolations sont généralement considérées comme des ajouts ultérieurs au poème, rédigées dans les espaces vierges d'un manuscrit, puis intégrées au poème par un copiste ultérieur qui ne se serait pas rendu compte qu'elles n'en faisaient pas partie. Par exemple, la stance de Strathcarron est la première du texte B du Livre d'Aneirin, et Kenneth H. Jackson suggère qu'elle a pu être rédigée sur un espace laissé vierge au sommet de la première page du manuscrit original. John T. Koch considère cependant qu'elle a été délibérément ajoutée au poème dans le royaume de Strathclyde.

## Analyse

### Datation

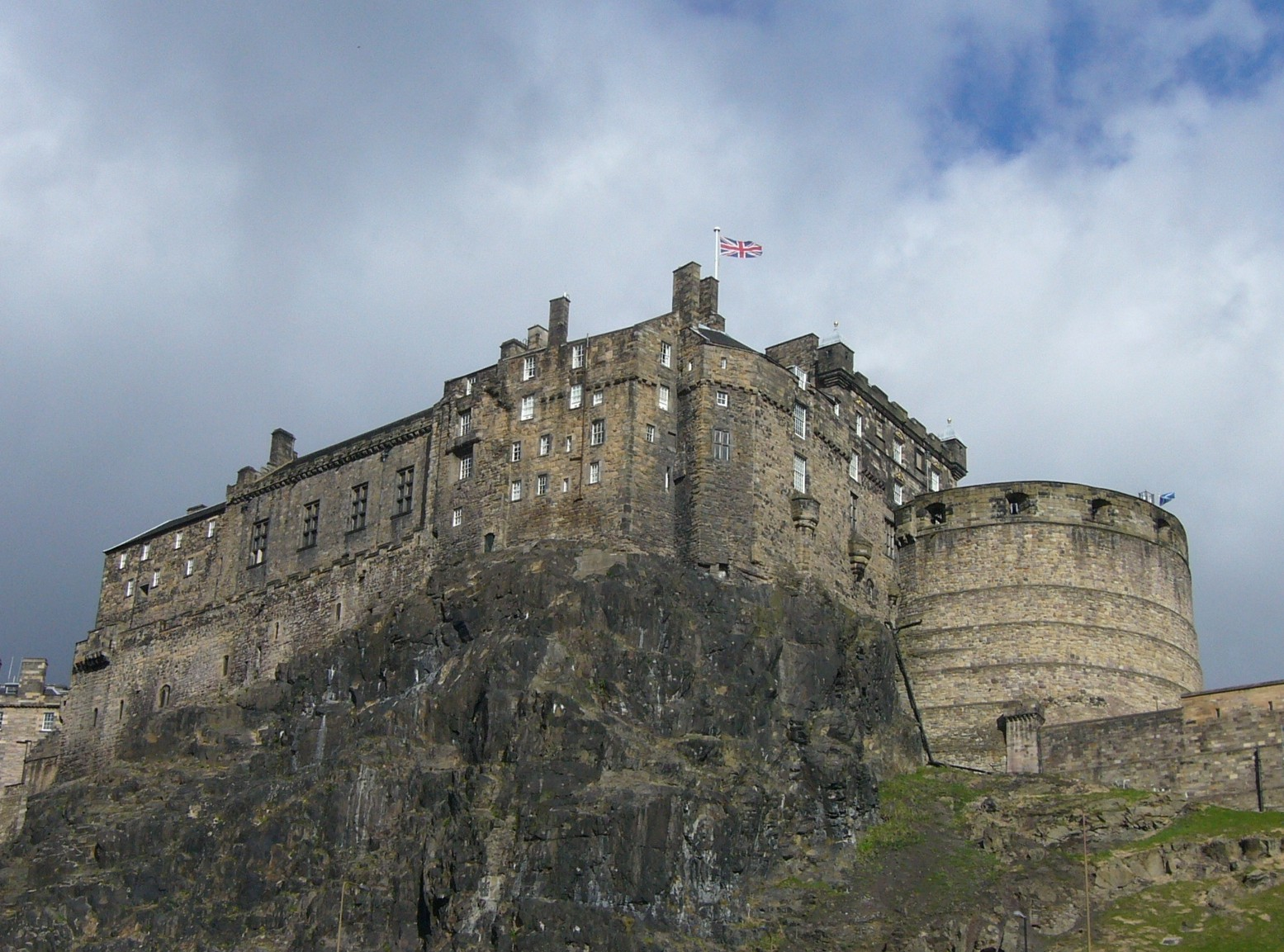
Le château d'Édimbourg se dresse peut-être à l'emplacement de Din Eidyn, le château de Mynyddog Mwynfawr.

Dater le Y Gododdin est une tâche qui divise les historiens depuis le début du XIXe siècle et les travaux de Sharon Turner. Si le poème a été composé peu après la bataille, il doit nécessairement dater d'avant 638 : cette année-là, Din Eidyn est assiégée et prise par les Anglo-Saxons de Bernicie, un événement qui marque probablement la fin du royaume des Gododdin. S'il s'agit d'une composition plus tardive, l'orthographe de la deuxième partie du texte du scribe B fournit une borne de fin à la période possible de rédaction du texte. Les tenants de ce point de vue considèrent généralement que le poème date au plus tard du IXe siècle ou du Xe siècle, voire du XIe siècle selon certains historiens.
Le débat qui entoure la datation du poème est alimenté par des arguments essentiellement linguistiques. La période durant laquelle se déroule la bataille voit le brittonique donner naissance à ses langues-filles : un gallois primitif au pays de Galles, le cornique et le breton dans le sud-ouest de la Grande-Bretagne et sur le continent, et le cambrien dans le nord de la Grande-Bretagne. D'après Kenneth Jackson, l'essentiel des changements qui marquent le passage du brittonique au vieux gallois (comme la syncope et la perte de la syllabe finale des mots) ont eu lieu entre le milieu du Ve siècle et la fin du VIe siècle. Si le poème date de cette époque, il a dû être rédigé dans une forme primitive de cambrien, que Jackson propose d'appeler « cambrien primitif ». Eve Sweetser donne l'exemple du nom Cynfelyn, qui apparaît dans le Gododdin : en brittonique, il aurait été orthographié Cunobelinos. Le « o » médian et la syllabe finale « os », tous deux non accentués, sont tombés après l'époque du brittonique.
Dans son édition de 1938, Ifor Williams pose les fondations de l'étude moderne du poème. D'après lui, une partie du texte est probablement originaire de la fin du VIe siècle et se serait transmise oralement pendant un certain temps avant d'être couchée sur le papier. Myles Dillon met en doute cette date de composition : selon lui, il n'est guère plausible que le gallois primitif ait pu devenir une langue « guère plus archaïque que le gallois du neuvième siècle » dès la fin du VIe siècle. Il propose de dater les vers du IXe siècle : inspirés sur des thèmes traditionnels, ils auraient été attribués à Aneirin a posteriori. Jackson rejette cet argument et souligne qu'une longue période de transmission orale pourrait expliquer la modernisation de la langue : pour lui, rien ne permet d'écarter définitivement une composition autour de l'an 600. Koch avance une date encore antérieure, autour de 570, et propose que le poème ait existé à l'écrit dès le VIIe siècle, bien avant la date communément admise. Selon David Greene, la langue du poème correspond davantage au IXe siècle qu'au VIe siècle, et selon Isaac, aucun élément linguistique ne nécessite de dater la rédaction du poème avant le IXe ou Xe siècle.
Une autre approche consiste à envisager le poème d'un point de vue historique. Pour Charles-Edwards, il s'agit bien de l'œuvre du barde Aneirin, mais qu'il est impossible de retrouver sa forme d'origine à partir du texte qui nous est parvenu. Pour David Dumville, l'historicité du poème reste à établir, mais il ne considère pas la tâche comme impossible. Plusieurs auteurs considèrent que le poème ne peut être une composition tardive parce que la quasi-totalité des noms des guerriers qu'il mentionne ne figurent dans aucun autre texte. L'auteur d'un faux aurait eu un but bien précis en tête, comme la glorification d'une dynastie ; or, les hommes que célèbre Y Gododdin n'apparaissent dans la généalogie d'aucune dynastie galloise. Andrew Breeze souligne qu'il est « difficile d'expliquer pourquoi un poète tardif prendrait la peine de commémorer des hommes qui seraient complètement oubliés sans son poème ».

### Contexte

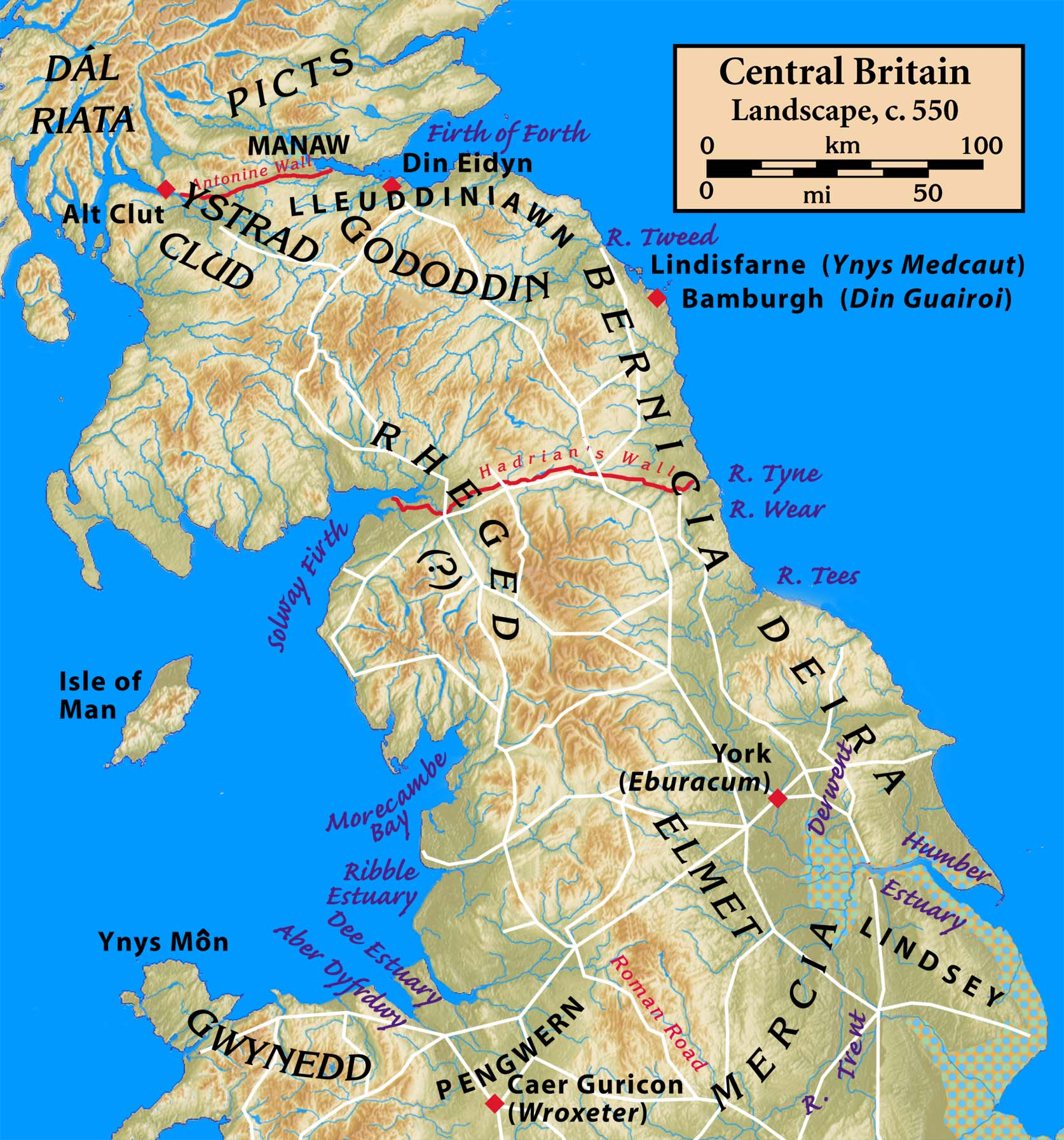
Le centre de la Grande-Bretagne au milieu du VIe siècle

Le poème appartient à une tradition littéraire de la région qui correspond au sud de l'Écosse et au nord-est de l'Angleterre actuelles. Vers l'an 600, la région est occupée par plusieurs royaumes brittoniques : outre celui des Gododdin, le royaume d'Alt Clut s'étend sur le Strathclyde, et le Rheged couvre le Galloway, le Lancashire et la Cumbria. Au sud, le royaume d'Elmet occupe la région de Leeds. Ces royaumes constituent ce qui est par la suite appelé en gallois Yr Hen Ogledd, « le Vieux Nord ».
Les Gododdin, appelés Votadini à l'époque romaine, occupent un territoire s'étendant du Firth of Forth jusqu'à la Wear au sud, correspondant aux actuels Clackmannanshire, Lothian et Borders. Leur capitale pourrait être Din Eidyn, l'actuelle Édimbourg. À l'époque, la future Northumbrie a été envahie par les royaumes anglo-saxons de Bernicie et de Deira, qui ne cessent de s'étendre aux dépens des Bretons.
L'Historia Brittonum, communément attribuée à Nennius, contient une référence à plusieurs poètes de cette région : « Talhaearn Tad Awen (en) », Neirin, Taliesin, Blwchfardd et « Cian qui est appelé Gweinthgwawd ». Il ne subsiste rien des œuvres de Talhaearn, Blwchfardd et Cian, mais des poèmes attribués à Taliesin ont été publiés par Ifor Williams dans Canu Taliesin, et Williams estime qu'ils sont aussi anciens que le Gododdin. Ces vers louent Urien de Rheged et son fils Owain, et Urien y est appelé seigneur de Catraeth.

### Interprétations
Y Gododdin n'est pas un poème narratif, mais une série d'élégies écrites pour des héros morts durant une bataille et dont les auditeurs originaux connaissaient bien les tenants et aboutissants. Il est donc nécessaire de reconstruire le contexte du poème, et plusieurs interprétations ont été avancées.
C'est l'historien gallois du XIXe siècle Thomas Stephens qui a identifié les Gododdin aux Votadini et Catraeth à Catterick, dans le Yorkshire du Nord. Il associe le poème à la bataille de Degsastan, qui oppose le roi Æthelfrith de Bernicie aux Gaels d'Áedán mac Gabráin, roi de Dál Riata, vers 603. Dans son édition et traduction du Livre d'Aneirin publiée en 1922, Gwenogvryn Evans prétend que le poème fait référence à une bataille livrée près de la Menai en 1098, n'hésitant pas à modifier le texte du poème pour l'adapter à sa théorie.
L'interprétation communément admise des événements est celle avancée par Ifor Williams dans son Canu Aneirin en 1938. Il interprète le mynydawc mwynvawr du texte comme faisant référence à un individu, Mynyddog Mwynfawr en gallois moderne. Selon Williams, Mynyddog est le roi des Gododdin, et sa capitale est à Din Eidyn. Aux alentours de l'an 600, Mynyddog rassemble trois cents guerriers triés sur le volet, les héberge à Din Eidyn pendant une année, puis lance une attaque sur Catraeth, que lui aussi identifie à Catterick, alors occupée par les Anglo-Saxons. Ils sont vaincus par une armée supérieure en nombre provenant des royaumes de Bernicie et de Deira.
Cette bataille de Catraeth pourrait constituer une tentative bretonne de porter un coup d'arrêt à la progression des Anglo-Saxons, qui sont sans doute déjà maîtres du Bryneich, l'ancien territoire des Votadini, à cette date. Les terres des Gododdin succombent à leur tour quelques années plus tard, peut-être après la chute de Din Eidyn en 638. Cette interprétation est acceptée par la plupart des historiens contemporains. Jackson estime que les 300 cavaliers (un groupe trop faible pour attaquer une place forte) étaient accompagnés par un certain nombre de fantassins qui n'auraient pas été dignes d'être mentionnés par le poème. Selon lui, après la chute du royaume des Gododdin, vers 638, c'est en Strathclyde que le poème est préservé et mis par écrit avant d'atteindre le pays de Galles sous forme manuscrite entre la fin du VIIIe siècle et la fin du IXe siècle. C'est une époque à laquelle le Gwynedd s'intéresse probablement à tout ce qui entoure le Gododdin, car son fondateur légendaire, Cunedda Wledig serait venu du Manaw Gododdin.
En 1997, John T. Koch publie une nouvelle étude du Y Gododdin. Il tente d'y reconstruire le poème originel, écrit dans ce que Koch appelle du « néo-brittonique archaïque », et propose également une interprétation inédite du contexte du poème. Il propose d'identifier l'attaque sur Catraeth avec la bataille de Gwen Ystrad, mentionnée dans un poème du Canu Taliesin intitulé Gweith Gwen Ystrat qui mentionne les « hommes de Catraeth » et leur souverain « Uryen ». Le poème daterait alors des alentours de l'an 570, quelques décennies avant la date retenue par Williams. Les Gododdin auraient combattu les Bretons du Rheged et d'Alt Clut dans le cadre d'une lutte intestine en Elmet, avec des auxiliaires angliens dans les deux camps (le Rheged étant allié au Deira). La bataille aurait été remportée par Urien Rheged, dont le fils Rhun baptise Edwin de Deira vers 627 selon l'Historia Britonnum. Mynyddog Mwynfawr ne serait pas le nom d'une personne, mais une simple description signifiant « fête de la montagne » ou « chef de la montagne ». Oliver Padel et Tim Clarkson ont critiqué certains aspects de la théorie de Koch. Ainsi, Clarkson souligne que ce n'est pas parce que le Gweith Gwen Ystrat mentionne des « hommes de Catraeth » que la bataille a eu lieu à Catraeth. En outre, selon Bède le Vénérable, ce n'est pas Rhun qui a converti le Deira au christianisme, mais l'évêque Paulin.

## Éditions et traductions
La première traduction connue du Y Gododdin est celle d'Evan Evans (« Ieuan Fardd »), qui reproduit dix stances avec une traduction latine dans son livre Some Specimens of the Poetry of the Antient Welsh Bards en 1764. Le texte intégral connaît sa première impression en 1801, dans le Myvyrian Archaiology d'Owen Jones. Au XIXe siècle, des traductions en anglais sont publiés par William Probert (1820), John Williams (1852), William Forbes Skene (1866, dans Four Ancient Books of Wales) et Thomas Stephen (1888, pour la Cymmrodorion Society). Gwenogvryn Evans produit une édition en fac-similé du Livre d'Aneirin en 1908, puis une édition avec traduction en 1922.
La première édition fiable du poème est le Canu Aneirin d'Ifor Williams, publié en 1938 avec des notes en gallois. De nouvelles traductions s'appuyant sur l'édition de Williams ont été réalisées par Kenneth H. Jackson (1969) et A. O. H. Jarman (1988), cette dernière avec un texte gallois modernisé et un glossaire. Un fac-similé en couleur du manuscrit, avec une introduction de Daniel Huws, a été publiée par le South Glamorgan County Council et la National Library of Wales en 1989. La nouvelle édition de John Koch, visant à recréer le texte original, est parue en 1997.
Plusieurs traductions cherchent à présenter le Gododdin comme une œuvre littéraire davantage que comme un sujet d'études. Parmi celles-ci, la traduction de Joseph P. Clancy dans The Earliest Welsh Poetry (1970) et celle de Steve Short (1994).

## Influence culturelle
La poésie galloise médiévale présente des références au Y Gododdin. Au XIIe siècle, dans Hirlas Owain, Owain Cyfeiliog loue ses gens d'armes sur le modèle du Y Gododdin. Un peu plus tard, dans une eulogie adressée à Llywelyn le Grand, Dafydd Benfras (en) souhaite être inspiré « pour chanter comme chanta Aneirin / le jour où il chanta le Gododdin ». Après cela, le poème sombre dans l'oubli jusqu'à la découverte du manuscrit par Evan Evans à la fin du XVIIIe siècle.
En anglais, Y Gododdin est une influence majeure du poème de David Jones In Parenthesis (en) (1937), dans lequel il revient sur les massacres dont il a été témoin durant la Première Guerre mondiale. Chacune des sept sections de In Parenthesis s'ouvre avec une citation du Gododdin. Le poète Richard Caddel (en) a également utilisé Y Gododdin comme base de son poème For the Fallen (1997), écrit en mémoire de son fils Tom.
Plusieurs romans historiques s'inspirent du poème, parmi lesquels Men Went to Cattraeth de John James (en) (1969), The Shining Company de Rosemary Sutcliff (1990) et The Amber Treasure de Richard J. Denning (en) (2009). En 1989, le groupe de musique industrielle Test Dept publie l'album Gododdin, mise en musique du poème original et de sa traduction en anglais, réalisé en collaboration avec la compagnie théâtrale d'avant-garde Brith Gof.